# Gernot Weser
Gernot Weser (* 3. Dezember 1938 in Poppitz bei Riesa; † 4. Juli 2015 in Riesa) war ein deutscher Motorradrennfahrer.

## Karriere
Gernot Weser begann 1959 beim MC Pneumant Riesa seine Rennfahrerkarriere. Von 1975 bis 1982 wurde er achtmal in Folge DDR-Meister in der 50-cm³-Klasse.
In seiner Laufbahn gewann Weser weiterhin sechsmal das Sachsenringrennen, dreimal davon in Folge und fünfmal das Schleizer Dreieckrennen. Der gebürtige Riesaer beendete seine aktive Laufbahn 1983 beim Internationalen Rennen in Hořice.
Gernot Weser lebte in Riesa und arbeitete als selbständiger Schlossermeister. Er war verheiratet und hat zwei Kinder.

## Erfolge
- 50-cm³-DDR-Meister: 1975, 1976, 1977, 1978, 1979, 1980, 1981, 1982